# Wang Zhi
Wang Zhi (chiń. 孝景王皇后, zm. 126 p.n.e.) – druga żona cesarza Jinga i matka cesarza Wu.

## Pochodzenie i pierwsze małżeństwo
Wang Zhi była córką Wang Zhonga i Zang Er, która miała być wnuczką Zang Tu, chwilowego króla Yan pod egidą cesarza Gaozu. Wang miała być ulubionym dzieckiem swoich rodziców, którzy poza nią mieli jeszcze potomstwo: starszego syna Wang Xin i młodszą córkę Wang Xixu. Mieszkali w Huaili (obecnie Xianyang, prowincja Shaanxi). Po śmierci Wang Zhoga jego zona wyszła ponownie za mąż za mężczyznę o imieniu Tian, któremu urodziła dwóch synów: Tian Fena i Tian Shenga.
Kiedy Wang Zhi była młoda, została żoną swojego sąsiada Jin Wangsuna, któremu urodziła córkę Jin Su. Jednakże świątynny wróżbita miał powiedzieć matce przyszłej cesarzowej, że obie jej córki będą żonami członków cesarskiej rodziny, którzy być może kiedyś nawet kiedyś zdobędą władzę cesarską. W nadziei na awans społeczny i na wielkie bogactwa, Zang Er oddała obie swoje córki za żony młodemu następcy tronu, Liu Qi. Podobno Wang Zhi nie chciała porzucić męża i niedawno urodzonej córki, jednak wraz z siostrą przybyła do pałacu cesarskiego.
Wkrótce po przybyciu obu sióstr Wang do pałacu, zajęły one szczególne miejsce w sercu następcy tronu – stały się one jego ulubionymi żonami. Wkrótce Wang Zhi wydała na świat czworo dzieci księżniczki Yangxin, Nangong, Longlu i syna Liu Che. W 156 roku p.n.e. Liu Qi wstąpił na tron jako cesarz Jing. Według Księgi Hanów, kiedy Wang Zhi była w ciąży, miała rozgłaszać na dworze o śnie jaki był jej udziałem: słońce powoli wniknęło w jej łono. Cesarz Jing był zachwycony niebiańską metaforą cesarskiej władzy i mianował Liu Che (swojego dziesiątego syna), księciem Jiaodong w 153 roku p.n.e., a Wang Zhi została cesarską małżonką w nagrodę za urodzenie syna.

## Konkubina
Cesarzowa Bo, główna żona cesarza Jinga była bezpłodna. Wskutek tego najstarszy syn cesarza, książę Liu Rong, syn konkubiny Li, został mianowany następcą tronu w 153 roku p.n.e. Jego matka, konkubina Li, na wieść o takim wyróżnieniu swojego syna, w którym widziała już cesarza, miała stać się arogancka i okrutna dla kobiet obdarzanych łaskami przez cesarza. Jej zazdrość miała stać się wielką szansą dla Wang Zhi.
Kiedy starsza siostra cesarza, księżniczka Guantao w dowód wielkiego szacunku dla konkubiny Li, poprosiła cesarza o zgodę na wydanie jej córki, Chen Jiao za Liu Ronga, konkubina Li w brutalny sposób odmówiła, usprawiedliwiając się tym, że księżniczka Guantao często stręczyła cesarzowi nowe kochanki i wprowadzała je na dwór jako nowe konkubiny. Wang Zhi, która przyglądała się temu czekając na swoją szansę, skorzystała z okazji i zdobyła sympatię siostry cesarza, dzięki temu skłaniając siostrę cesarza do poproszenia o to by to jej pięcioletni syn poślubił jej córkę. Mając teraz po swojej stronie żonę cesarza, jego siostra zaczęła źle się wyrażać o konkubinie Li i jej synu w obecności samego Jinga. Chcąc się przekonać o prawdziwości jej słów, cesarz zdecydował się poddać próbie konkubinę Li i zapytał czy zgodzi się zaopiekować, zająć i uznać za swoje resztę jego dzieci w wypadku jego śmierci. Konkubina Li pałając ze wściekłości odmówiła. To sprawiła, że cesarz Jing wpadł w gniew i martwił się o to czy Liu Rong, zostawszy cesarzem i konkubina Li, zostawszy cesarzową wdową nie skaże na tortury i śmierć reszty jego żon jak miało to miejsce w przypadku konkubiny Qi.
Korzystając z okazji, Wang Zhi przecięła ostatnią nić łączącą cesarza z konkubiną Li – zasugerowała szanowanemu przez cesarza ministrowi by doradził jego wysokości uczynienie Li cesarzową, skoro jej syn jest już następcą tronu. Cesarz Jing, już przekonany o tym, że konkubina Li nigdy nie powinna nosić tytułu cesarzowej, uznał, że stoi ona na czele spisku wraz z najważniejszymi urzędnikami królestwa. Nakazał ścięcie ministra, który złożył tak niefortunną propozycję i odebrał Liu Rongowi tytuł księcia Linjiang, a w 150 roku p.n.e. wygnał go ze stolicy. Konkubina Li została pozbawiona zaszczytów i bogactw, oraz zamknięta w domowym areszcie. Zmarła wkrótce potem wśród ataków wściekłości i natężających się okresów głębokiej depresji.
Od czasu odsunięcia cesarzowej Bo rok temu, miejsce cesarzowej było wciąż wolne. Cesarz Jing, który zawsze najbardziej kochał Liu Che, mianował Wang Zhi cesarzową. Liu Che, teraz będący synem cesarzowej, został mianowany następcą tronu.

## Cesarzowa
Wyciągając wnioski z losu cesarzowej Bo i konkubiny Li, mimo swej wysokiej pozycji jako głównej żony cesarza, Wang Zhi nie chciała zdobyć większej władzy, obdarzając za to ogromnym szacunkiem swoją teściową, cesarzową wdowę Dou, wraz z nią czcząc pamięć jej męża, cesarza Wena. Te dobre stosunki z teściową przyczyniły się do wywyższenia jej rodziny – obie cesarzowe i brat jednej z nich Wang Xin, błagali cesarza o złagodzenie jego gniewu przeciwko jego rodzonemu bratu, ukochanemu synowi cesarzowej wdowy Dou, Liu Wu, księciu Liang, kiedy zamordował wielu dworskich urzędników w 148 roku p.n.e. wskutek ich odmowy uczynienia go następcą tronu. To właśnie dlatego cesarzowa wdowa Dou wyraziła prośbę o uczynienie Wang Xina markizem, co miało zmniejszyć wpływy potężnego pierwszego ministra Zhou Yafu, czego cesarz nie wziął pod uwagę. Dou prawdopodobnie była zadowolona, kiedy w 143 roku p.n.e. Wang Yhou popełni samobójstwo wskutek fałszywego oskarżenia o zdradę i defraudację. Kiedy cesarz Jing zmarł w 141 roku p.n.e. Liu Che objął tron jako cesarz Wen, a cesarzowa Wang Zhi została cesarzową wdową.

## Cesarzowa wdowa
Po tym wyniesieniu matki, młody cesarz uhonorował członków jej rodziny: jego babka otrzymała tytuł damy Pingyuan, przyrodni bracia cesarzowej zostali markizami, a jej córka z pierwszego małżeństwa, Jin Su została znaleziona, osobiście odwiedzona przez cesarza i otrzymała tytuł damy Xiucheng.
Przemożny wpływ cesarzowej wdowy Wang Zhi na jej syna zwiększył się jeszcze bardziej po tym jak został cesarzem – jednym z jego przejawów było mianowanie jej przyrodniego brata Tian Fen dowódcą armii i zarządcę sądu wojskowego. Jej wpływ był równy wpływowi jej teściowej, wielkiej cesarzowej wdowy Dou. Po jej śmierci w 135 roku p.n.e. Wang Zhi stała się najbardziej znaczącą postacią na cesarskim dworze i jeszcze w tym samym roku Tian Fen został pierwszym ministrem. Władza cesarzowej wdowy rosła z czasem. Kiedy cesarz Wu chciał stracić odpowiedzialnego za bitwę pod Mayi stratega, Wang Hui, przyjaciela Tian Fena. Wpływ cesarzowej wdowy ocalił stratega od śmierci, jednak wkrótce głowę dał cioteczny wujek cesarza, Dou Ying (kuzyn cesarzowej Dou) po konsultacji z Tian Fenem.
Cesarzowa wdowa Wang Zhi zmarła pod koniec 126 roku p.n.e. i została pochowana ze swoim drugim mężem, cesarzem Jing.